# Colbert (Georgia)
Colbert is een plaats (city) in de Amerikaanse staat Georgia, en valt bestuurlijk gezien onder Madison County.

## Demografie
Bij de volkstelling in 2000 werd het aantal inwoners vastgesteld op 488.
In 2006 is het aantal inwoners door het United States Census Bureau geschat op 528, een stijging van 40 (8,2%).

## Geografie
Volgens het United States Census Bureau beslaat de plaats een oppervlakte van
2,3 km², geheel bestaande uit land.

## Bekende inwoner
- Kenny Rogers (1938-2020)

## Plaatsen in de nabije omgeving
De onderstaande figuur toont nabijgelegen plaatsen in een straal van 20 km rond Colbert.